# Scleria scrobiculata
Scleria scrobiculata là loài thực vật có hoa trong họ Cói. Loài này được Nees & Meyen miêu tả khoa học đầu tiên năm 1834.